# سنجاب قرمز آمازون جنوبی
سنجاب قرمز آمازون جنوبی (نام علمی: Sciurus spadiceus) نام یک گونه از سرده سنجاب است.